# Regione di Inchiri
La regione di Inchiri (in arabo: ولاية إينشيري) è una regione (wilaya) della Mauritania con capitale Akjoujt.
La regione comprende un solo dipartimento (moughataa), quello di Akjoujt, con 2 soli comuni, Akjoujt e Bennechab, entrambi situati nel sud-est della regione.